# 5-Metoksy-N,N-dimetylotryptamina
5-Metoksy-N,N-dimetylotryptamina – organiczny związek chemiczny, psychodeliczna substancja psychoaktywna o wyjątkowo dużej aktywności. Występuje w wielu gatunkach roślin i niektórych gatunkach ropuch i podobnie jak pokrewne DMT i bufotenina była używana jako enteogen w obrzędach szamańskich w Ameryce Południowej..

## Działanie
Chociaż chemicznie 5-MeO-DMT podobne jest do DMT, to znacznie różni się działaniem, choć jest ono dosyć charakterystyczne dla tryptamin. Palenie i wstrzykiwanie daje dużo intensywniejsze efekty niż wciąganie do nosa. Efekty powodowane przez 5-MeO-DMT obejmują między innymi: zmiany percepcyjne, uczucie zagubienia w rzeczywistości, mętlik w głowie, śmiech, lęk. Dużo rzadziej występują efekty wizualne. Działanie 5-MeO-DMT zależnie od drogi podania utrzymuje się 10 do 25 minut i bardzo szybko występuje tolerancja.

## Właściwości chemiczne
5-MeO-DMT po raz pierwszy otrzymane zostało w 1936 r. W 1959 r. substancję wyizolowano z nasion Anadenanthera peregrina, używanych do przygotowywania tabaki Yopo. Długo utrzymywano, iż 5-MeO-DMT jest główną substancją psychoaktywną w Yopo, jednak najnowsze badania donoszą, że to bufotenina jest jej głównym składnikiem czynnym, a 5-MeO-DMT i DMT występują w niej w zbyt małych ilościach do wywołania efektu psychoaktywnego.

## Historia i występowanie
Tradycyjnie 5-MeO-DMT było używane jako psychodeliczna tabaka robiona z kory Viroli. 5-MeO-DMT w śladowych ilościach występuje też w roślinach wykorzystywanych do wytwarzania ayahuaski, jak np. Diplopterys cabrerana. 5-MeO-DMT występuje też w jadzie ropuch Bufo alvarius.